# Fremont (wieś w hrabstwie Waupaca)
Fremont – wieś w Stanach Zjednoczonych, w stanie Wisconsin, w hrabstwie Waupaca.